# 麻雀の得点計算
本項では、日本で広く採用されている（立直）麻雀の得点計算（マージャンのとくてんけいさん）について、和了によって受け渡される点数の計算、およびその計算方法の仕組みを、和了点に関する周辺ルールも含め概説する。麻雀に関しての文脈では、これら和了点の計算は単に点数計算と呼ばれる。

## 概要
麻雀では通常、1局1局の和了や振り込みによって勝敗を決するのではなく、半荘終了時の最終的な持ち点の多寡によって勝敗を決する。持ち点の変化は主に和了によって生じるが、和了の際の点数の決定は歴史的な経緯により複雑な計算を行うものとなっている。熟練者であれば瞬時に計算することもできるが、初心者が正しく行うのは難しい。この点数計算の複雑さは、麻雀を学ぶ際の足枷の1つになっている側面がある。機械化の進んだ環境ではこれらの点数計算は自動化されているものの、終盤のゲーム運びや戦略を考える上で、点数計算は習得しておいたほうが有利である。

## 歴史
19世紀後半から20世紀初頭の麻雀の歴史の初期においては、現在よりも役がずっと少なく、飜の付く役は役牌、混一色、清一色、他に幾つかの今でいう役満に相当する満貫役がある程度であった。当時は符を稼ぐことが主で飜は1飜といえども容易く達成できなかった。その後、アルシーアル麻雀に至る過程で飜の付く役の数が増えたが、その段階でも立直やドラなどはまだなく、満貫が最高点であった。
立直やドラ、跳満以上の階層などが発達し、符が10符単位に切り上げとなり、さらに役も増え、場ゾロも付くなどといった変化を経た戦後の立直麻雀では、点数計算において飜が主役となった。標準的な規則では符と飜で点数を計算するが、麻雀の歴史の初期の要素を引き継いだ符計算は、煩雑な上に微調整程度のものとなっており（2符の差が順位に響くような局面もなくはないが）、5飜以上（当然役満も）では符は関係なくなる。
実際コンピュータ麻雀でも、和了時に各役・ドラ（飜の付く役・ドラ及び役満）及びそれぞれの価値は必ず表示されるが、符計算の内訳が表示される麻雀ソフトは一部に限られる。そのため近年では、後述のように符計算を廃止したルールも一部のフリー雀荘やサークルで広まり始めている。世界的に見ても、麻雀の歴史の初期からの要素である符と飜の二重構造による計算法を残しているのは日本麻雀（三人麻雀も含む）ぐらいのもので、中国やその他海外の麻雀のルールでは、中国麻雀（国標麻将）では「点」、台湾麻雀では「台」を用いる単純な加算方式となっていたり、飜を用いるルールであっても、中国古典麻雀や現代の日本麻雀のように符を用いるのではなく、飜だけで点数が決まる方式となっていたりする。

## 基本的な手順
計算方法は、おおむね次の手順による。
1. 符の計算
2. 飜数の計算
3. 基本点の算出
4. 各自の負担額の決定

符と飜数、親子の区別、ロン和了とツモ和了の区別が決まれば点数は確定する。これをまとめたものが後掲の点数早見表である。
基本点とは、符と飜数によって算出される得点計算の基本となる点数である。
以下、各段階における計算の方法について詳述する。

### 符の計算
符とは、手牌の構成や和了の状況により計算されるもので、役（飜数）とともに得点計算の二大要素である。
具体的には、以下の各項目をすべて加算し、その合計を10符単位に切り上げたものである。たとえば、合計が34符なら、切り上げて40符となる。
副底（フーテイ）
和了すると必ず与えられる20符。符底ともいう。
面子の構成による符
順子には付かず、刻子および槓子に与えられる。
右表の通り、明刻子 → 暗刻子 → 明槓子 → 暗槓子 の順に2倍になり、么九牌の場合は中張牌の2倍になる。
双碰待ち（シャンポン待ち）の場合、和了牌により出来た刻子は、ロン和了の場合は明刻子として計算され、ツモ和了の場合は暗刻子として計算される。
符計算の対象となる要素のうち符数が最大となるのは、么九牌暗槓の32符である。
雀頭による符
役牌の場合のみ2符が付く。連風牌の場合4符にすることもある。
待ちによる符
嵌張、辺張、単騎の場合2符が付く。両面および双碰には付かない。
門前加符（メンゼンカフ）
門前でロン和了した場合に付く10符。門前ツモの場合には付かない。歴史的にレインボー会議にて門前清自摸和は一飜役、門前加符は10符と決定された。
ツモ符
ツモ和了した場合に与えられる2符。役としてのツモ（門前清自摸和）とは異なり、副露した場合にも付く。

#### 一律に定められる符
上記の計算に依らず、例外的に一律に符が定められる場合が存在する。
| 平和ツモ | 一律20符 |
| 七対子   | 一律25符 |
| 食い平和 | 一律30符 |

七対子
七対子は、例外的に切り上げなしの25符固定の2飜とするのが一般的である。符の合計が25符となるのは七対子の場合のみである。七対子のツモ和了では必然的に門前清自摸和が複合するため、25符2飜はロン和了の場合に限られる。
ただし、七対子が役として採用されてゆく際の歴史的経緯により、25符2飜以外の扱いをしているルールもある。七対子の得点計算と歴史経緯については、七対子#歴史も参照のこと。
平和ツモ
平和でツモ和了した際は20符とするのが一般的である。符の付かない和了というのが平和の原義であり、ツモ和了の場合はツモ符2符が付くため、原義上、ツモ和了のときは平和が成立しないことになる。しかし、現在の標準的なルールではツモ符2符を無視することにより平和の成立を認める。これを平和ツモありなどという。
地方のルールでは「平和とツモの複合を認めない」とするルールになっていることがある。その場合、平和の手をツモ和了りするとツモ符の2符によって平和役が消滅し、副底20符+ツモ符2符＝22符を切り上げて30符のツモ和了として扱う。
食い平和
門前ではないが平和の形になっているような場合（いわゆる食い平和）に、ロンで和了したときは、本来は副底のみの20符となるはずであるが、例外的に30符として計算するのが一般的である。
なお、この扱いにより、符の合計が20符となるのは平和ツモの場合のみとなる。この場合は少なくとも平和と門前清自摸和が成立するため、必ず2飜以上となる。
食い平和と複合する具体的な役としては、一気通貫や、断么九（食い断ありのルールのみ）、三色同順、混全帯么九、混一色、純全帯么九及び偶然役の河底撈魚、搶槓がある。清一色も和了形としては食い平和形になりうるが、これは元々満貫以上になる飜数なので符計算の必要はない。

#### 符跳ねの例
| （例） |  |  | ツモ |  |  |  |  | 八筒 |  |  |  |  | 九萬 · 九萬 · 九萬 |

この牌姿の場合、「中の対子＝2符」+「辺張待ち＝2符」+「發の暗刻＝8符」+「ツモ＝2符」+「八筒の明槓＝8符」+「九萬の明刻＝4符」に副底20符を足し、合計で46符となる。46符は切り上げて50符として計算する。
この例のように、符計算で切り上げまで計算した結果、門前ロンの場合は50符以上、それ以外の和了の場合は40符以上になることを符跳ねまたはテンパネと呼ぶ。具体的には、副底と門前加符以外の符が12符以上ある場合が該当する。

#### 食い平和の例
ロン     
一気通貫を副露（1飜）してロンあがりしている。本来ならば上の牌姿は副底のみの20符になるはずだが、これを30符として扱う。
もし原則どおり20符で計算する場合、上例のように1飜しかない場合は子なら700点（親は1000点）となる。

### 飜数の計算
得点計算における飜数は、成立している役とドラの飜数を合計したものである。たとえば、立直（1飜）・平和（1飜）・三色同順（2飜）の場合、4飜として扱う。

#### 食い下がり
一部の役には、副露時には門前時よりも1飜低い飜数が設定されている。具体的には、三色同順・一気通貫・チャンタ・純チャン・混一色・清一色である。これを食い下がりと言い、食い下がりのある役を食い下がり役と言う。

#### 場ゾロ
役およびドラによる飜数とは別に、さらに2飜が追加される。この2飜を場ゾロ（リャンゾロ、デンデン、バンバン、ゾロゾロなど）という。 本来はこの場ゾロも飜数に入れるべきであるが、今日では一般的に飜数は場ゾロを除いて表すのが普通になっているため、ここでも飜数は場ゾロを含めないことにする。
場ゾロは戦後に導入された開局時のサイコロの出目によって飜数が加算される「ゾロ場」と呼ばれるルールが元となっており、このルールでは2から5のゾロ目だと1飜、1か6のゾロ目だと2飜が加算されていた。これが後に常時場に2飜というルールに変化したものである。開始時に得点が変化するというルールは花札の八八にも存在していており、これが持ち込まれたものと考えられる。

### 基本点の算出
点数計算は、基本点が基準になる。これは平たく言えば「子のツモ和了が発生した時に、他の子が支払う点数」のことである。
基本点の計算式
基本点＝符×2(飜数+2)
ここで+2は場ゾロである。
例えば40符2飜の場合の基本点は、40×2(2+2)＝640点となる。

#### 満貫以上の基本点
基本点の計算式で算出する上限を2000とする。2000点を超える場合は計算式を用いず、飜数に応じて定めた値を基本点とする。特に5飜以上の場合は符は一切関係なくなることになる。
|               | 子               | 親                | 基本点 |
| ------------- | ---------------- | ----------------- | ------ |
| 満貫          | 8000 2000-4000   | 12000 4000オール  | 2000   |
| 跳満          | 12000 3000-6000  | 18000 6000オール  | 3000   |
| 倍満          | 16000 4000-8000  | 24000 8000オール  | 4000   |
| 三倍満        | 24000 6000-12000 | 36000 12000オール | 6000   |
| 数え役満 役満 | 32000 8000-16000 | 48000 16000オール | 8000   |

満貫（まんがん）
5飜以下の場合で基本点が2000を超える場合、和了点を子8000/親12000とする。5飜では無条件で、4飜では40符以上で満貫となる。3飜でも70符以上の場合、満貫になる。30符4飜あるいは60符3飜の場合は、後述の切り上げ満貫が適用されて、満貫とみなすこともある。ピンヅモの20符や七対子の25符の場合は、4飜でも満貫にならず、また切り上げ満貫の適用もない。
跳満（はねまん）
6飜か7飜の場合、和了点を子12000/親18000として扱う。基本点は3000である。
倍満（ばいまん）
8飜から10飜の場合、和了点を子16000/親24000として扱う。基本点は4000である。
三倍満（さんばいまん）
11飜か12飜の場合、和了点を子24000/親36000として扱う。基本点は6000である。数え役満を採用しない場合は13飜以上も三倍満となる。
役満（やくまん）
通常、役の価値は飜数で表されるが、難度の高い一部の役は役満として特別扱いされる。また、13飜以上は数え役満といい、役満として扱われる。ただし数え役満を採用しない場合もあり（競技麻雀では採用しないのが一般的）、その場合は13飜以上は11飜や12飜と同じ三倍満である。役満の和了点は子32000/親48000とし、基本点は8000である。
符が大きい場合は3飜で上限2000を越える。このような場合は3飜でも満貫として計算する。特に60符のケースは満貫打ち切りにならない限り30符に対し実質的に1飜分と同等の効果を得ることができる。

#### 切り上げ満貫
30符4飜・60符3飜の場合、基本点は1920点となり、これは満貫2000点に近い値であるため、切り上げて満貫にする場合がある。後述する支払い額で表せば、子の7700点を8000点、親の11600点を12000点にすることに相当する。
この取り決めは現在比較的広く浸透しており、フリー雀荘等では「子の7700点や親の11600点は満貫として扱います」などとルール説明される。

### 各自の負担額の決定
和了の際に他のプレイヤーが負担する点数は次のように決定される。なお、100点未満の端数は支払いの直前で切り上げとなる。
| 各自の負担額の計算式       | 各自の負担額の計算式 | 各自の負担額の計算式 |
| -------------------------- | -------------------- | -------------------- |
| 子のロン和了の点数         | ＝                   | 基本点×4             |
| 親のロン和了の点数         | ＝                   | 基本点×6             |
| 親のツモ和了の時の子の払い | ＝                   | 基本点×2             |
| 子のツモ和了の時の子の払い | ＝                   | 基本点               |
| 子のツモ和了の時の親の払い | ＝                   | 基本点×2             |

子のロン和了基本点×4を放銃者が支払う。（基本点×1の子2人分 + 基本点×2の親1人分、すなわち基本点の4倍額）
親のロン和了基本点×6を放銃者が支払う。（基本点×2の子3人分、あるいは子のロン和了の1.5倍、すなわち基本点の6倍額）
親のツモ和了基本点×2を子3名がそれぞれ支払う。
子のツモ和了基本点×2を親が支払い、子2名がそれぞれ基本点×1を支払う。
例えば40符2飜の場合は以下のようになる。
- 子のツモ和了 : 親は1300点（640×2＝1280を切り上げ）、子2名は700点（640を切り上げ）ずつ支払う。
- 子のロン和了 : 放銃者が2600点（640×4＝2560を切り上げ）を支払う。

## 点数の早見表
上記の定義通りの計算を繰り返すことを避け、入門書やルールブックでは計算結果を一覧表にしているのが一般的である。点数計算のできるプレーヤーはこれをほぼ記憶しているため、素早く正確に計算することができる。
- 表中に "-" とあるのは、その点数になる条件が存在しないことを示す。
- 表中の末尾に "*" とあるのは、切り上げ満貫を採用している場合に満貫となることを示す。
- 数え役満を採用していない場合は、13飜以上でも三倍満として計算する。

### 親の点数早見表
括弧内はツモ和了の場合の子1人の支払い分である。
| 親           | 20符 (ピンヅモ) | 25符 (七対子) | 30符           | 40符        | 50符                       | 60符                       | 70符        | 80符        | 90符        | 100符       | 110符          |
| ------------ | --------------- | ------------- | -------------- | ----------- | -------------------------- | -------------------------- | ----------- | ----------- | ----------- | ----------- | -------------- |
| 1飜          | -               | -             | 1500 (500)     | 2000 (700)  | 2400 (800)                 | 2900 (1000)                | 3400 (1200) | 3900 (1300) | 4400 (1500) | 4800 (1600) | 5300 ( - ) #註 |
| 2飜          | - (700)         | 2400 ( - )    | 2900 (1000)    | 3900 (1300) | 4800 (1600)                | 5800 (2000)                | 6800 (2300) | 7700 (2600) | 8700 (2900) | 9600 (3200) | 10600 (3600)   |
| 3飜          | - (1300)        | 4800 (1600)   | 5800 (2000)    | 7700 (2600) | 9600 (3200)                | 11600* (3900*)             |             |             |             |             |                |
| 4飜          | - (2600)        | 9600 (3200)   | 11600* (3900*) |             | 満貫 12000 (4000)          | 満貫 12000 (4000)          |             |             |             |             |                |
| 5飜          |                 |               |                |             | 満貫 12000 (4000)          | 満貫 12000 (4000)          |             |             |             |             |                |
| 6飜 7飜      |                 |               |                |             | 跳満 18000 (6000)          | 跳満 18000 (6000)          |             |             |             |             |                |
| 8飜 9飜 10飜 |                 |               |                |             | 倍満 24000 (8000)          | 倍満 24000 (8000)          |             |             |             |             |                |
| 11飜 12飜    |                 |               |                |             | 三倍満 36000 (12000)       | 三倍満 36000 (12000)       |             |             |             |             |                |
| 13飜- 役満   |                 |               |                |             | （数え）役満 48000 (16000) | （数え）役満 48000 (16000) |             |             |             |             |                |

### 子の点数早見表
括弧内はツモ和了の場合の払い分で、カンマの前後が子・親の支払いに対応する。
| 子           | 20符 (ピンヅモ) | 25符 (七対子)      | 30符                 | 40符               | 50符                             | 60符                             | 70符               | 80符               | 90符               | 100符              | 110符              |
| ------------ | --------------- | ------------------ | -------------------- | ------------------ | -------------------------------- | -------------------------------- | ------------------ | ------------------ | ------------------ | ------------------ | ------------------ |
| 1飜          | -               | -                  | 1000 (300, 0500)     | 1300 (400, 0700)   | 1600 (400, 0800)                 | 2000 (500, 1000)                 | 2300 (600, 1200)   | 2600 (700, 1300)   | 2900 (800, 1500)   | 3200 (800, 1600)   | 3600 ( - ) #註     |
| 2飜          | - (400, 0700)   | 1600 ( - )         | 2000 (500, 1000)     | 2600 (700, 1300)   | 3200 (800, 1600)                 | 3900 (1000, 02000)               | 4500 (1200, 02300) | 5200 (1300, 02600) | 5800 (1500, 02900) | 6400 (1600, 03200) | 7100 (1800, 03600) |
| 3飜          | - (700, 1300)   | 3200 (800, 1600)   | 3900 (1000, 02000)   | 5200 (1300, 02600) | 6400 (1600, 03200)               | 7700* (2000, 03900*)             |                    |                    |                    |                    |                    |
| 4飜          | - (1300, 02600) | 6400 (1600, 03200) | 7700* (2000, 03900*) |                    | 満貫 8000 (2000, 4000)           | 満貫 8000 (2000, 4000)           |                    |                    |                    |                    |                    |
| 5飜          |                 |                    |                      |                    | 満貫 8000 (2000, 4000)           | 満貫 8000 (2000, 4000)           |                    |                    |                    |                    |                    |
| 6飜 7飜      |                 |                    |                      |                    | 跳満 12000 (3000, 6000)          | 跳満 12000 (3000, 6000)          |                    |                    |                    |                    |                    |
| 8飜 9飜 10飜 |                 |                    |                      |                    | 倍満 16000 (4000, 8000)          | 倍満 16000 (4000, 8000)          |                    |                    |                    |                    |                    |
| 11飜 12飜    |                 |                    |                      |                    | 三倍満 24000 (6000, 12000)       | 三倍満 24000 (6000, 12000)       |                    |                    |                    |                    |                    |
| 13飜- 役満   |                 |                    |                      |                    | （数え）役満 32000 (8000, 16000) | （数え）役満 32000 (8000, 16000) |                    |                    |                    |                    |                    |

### 頻出パターン
早見表における頻出パターンを下図にまとめる。いくつかの限られたパターンを覚えることで親子とも60符以下の点数はすべて網羅されることが分かる。
|    |     | 20符   | 25符  | 30符  | 40符  | 50符  | 60符  | 70符         | 80符         | 90符         | 100符        | 110符        |
| -- | --- | ------ | ----- | ----- | ----- | ----- | ----- | ------------ | ------------ | ------------ | ------------ | ------------ |
| 親 | 1飜 | -      | -     | 1500  | 2000  | 2400  | 2900  | 3400         | 3900         | 4400         | 4800         | 5300         |
| 親 | 2飜 | (2000) | 02400 | 02900 | 03900 | 04800 | 05800 | 06800        | 07700        | 08700        | 09600        | 10600        |
| 親 | 3飜 | (3900) | 4800  | 5800  | 7700  | 9600  | 11600 | 満貫 (12000) | 満貫 (12000) | 満貫 (12000) | 満貫 (12000) | 満貫 (12000) |
| 親 | 4飜 | (7700) | 9600  | 11600 |       |       |       | 満貫 (12000) | 満貫 (12000) | 満貫 (12000) | 満貫 (12000) | 満貫 (12000) |
| 子 | 1飜 | -      | -     | 1000  | 1300  | 1600  | 2000  | 2300         | 2600         | 2900         | 3200         | 3600         |
| 子 | 2飜 | (1300) | 1600  | 2000  | 2600  | 3200  | 3900  | 4500         | 5200         | 5800         | 6400         | 7100         |
| 子 | 3飜 | (2600) | 3200  | 3900  | 5200  | 6400  | 7700  | 満貫 (8000)  | 満貫 (8000)  | 満貫 (8000)  | 満貫 (8000)  | 満貫 (8000)  |
| 子 | 4飜 | (5200) | 6400  | 7700  |       |       |       | 満貫 (8000)  | 満貫 (8000)  | 満貫 (8000)  | 満貫 (8000)  | 満貫 (8000)  |
|  |  | 1600 → 3200 → 6400 |  |  |  | 1000 → 2000 → 3900 → 7700  |
|  |  | 2400 → 4800 → 9600 |  |  |  | 1300 → 2600 → 5200         |
|  |  |                    |  |  |  | 1500 → 2900 → 5800 → 11600 |
同じパターンのところでは、「1飜増しの点数は符を2倍にした点数に等しい」すなわち「m符(n+1)飜の点数＝2m符n飜の点数」という法則を見て取ることができる。

### 110符以上
- ダブ東やダブ南といった連風牌の対子を2符とするルールでは、110符以上の手には必ず三暗刻・三槓子のいずれかが成立する。このため110符2飜の手は存在するが、110符1飜の手は存在しない。ただし、連風牌の対子を4符とするルールならば、ロン和了に限り、下図のような形の110符1飜があり得る (ツモ和了の110符1飜は存在しない)。

  ロン      
東場の東家の場合、上の牌姿は「副底＝20符」+「門前ロン＝10符」+「連風牌ダブ東の対子＝4符」+「中の明刻＝4符」+「一萬の暗槓＝32符」+「九筒の暗槓＝32符」＝102符で、切り上げて110符。役は中のみの1飜で、110符1飜は親5300点となる。
  ロン      
同様に、南場で南家の場合でも110符1飜を構成でき、3600点となる。上図は漫画『咲-Saki-』6巻47局にて、主人公の和了した牌姿の例。
いずれの場合も連風牌でないほうの役牌を客風牌または老頭牌に置き換えれば110符0飜の形になる。そのため和了役も役牌に限ったものではなく、立直や河底撈魚のノミ手でも110符1飜になる可能性がある。同様にダブル立直やチャンタ、三色同刻で110符2飜になる可能性もある。
- 120符以上で5飜未満となるケースは三暗刻と三槓子の両方を伴う形、つまり最低でも4飜以上に限られる。4飜は40符以上で満貫となることから、120符以上の点数計算を行う必要はない。すなわち点数表としての有意な符数は110符が最高である。
  - ただし点数計算の手順上、符を全く考慮しなくてよいのは5飜以上の場合である。仮に3 - 4飜において満貫到達の確認のために厳密な符数の申告を求められたような場合、3飜以下では110符を超えることはないが、4飜の場合は最高で130符、連風牌の雀頭を4符とするなら140符に達する可能性がある。とはいえ満貫到達したことを証明するだけなら70符(3飜の場合)ないし40符(4飜の場合)に到達してることだけ示せば厳密な符数を示す必要はない。

  ロン         
役は三暗刻・三槓子の4飜。東が連風牌として、連風牌対子が4符の場合には副底20符＋門前加符10符＋ヤオ九牌の暗カン32符×3＋連風牌対子4符＋単騎2符＝132符、切り上げて140符。140符（≧40符）4飜は満貫。この例では和了者が親なので12000点。
  - さらに青天井ルールなどで満貫以上の符数を求める必要がある場合はヤオ九牌による四暗刻四槓子で雀頭が役牌待ちというケースが最高となり、170符まで生じる可能性がある。

  ロン            
役は四暗刻・四槓子で、ダブル役満。通例は符計算の必要の無い例だが、あえて符を算出するのであれば副底20符＋門前加符10符＋ヤオ九牌の暗カン32符×4＋役牌対子2符＋単騎2符＝162符、切り上げて170符。

## 得点計算に関するその他のルール

### 積み符
連荘や流局などによって積み棒（場棒）が存在する場合、積み棒1本につき和了時の得点が300点加算される（ツモ和了の場合は各自の支払いが100点ずつ増える）。これを積み符という。1本場につき300点とするのが一般的であるが、1本場1500点とすることもある（ツモ和了の場合は各自500点ずつ）。また、積み棒自体を採用しないルールもある。
|          |          | 0本場(平場) | 1本場     | 2本場     | 3本場     |
| -------- | -------- | ----------- | --------- | --------- | --------- |
| 場300点  | ツモ和了 | 2000-4000   | 2100-4100 | 2200-4200 | 2300-4300 |
| 場300点  | ロン和了 | 8000        | 8300      | 8600      | 8900      |
| 場1500点 | ツモ和了 | 2000-4000   | 2500-4500 | 3000-5000 | 3500-5500 |
| 場1500点 | ロン和了 | 8000        | 9500      | 11000     | 12500     |
通常のルールは1本場300点だが、300点程度の積み棒の重要度はさほど大きくない。しかし、1本場を1500点とするルールの場合、上の表のとおり積み棒が1本多くなるごとに1500点増し、3000点増し、4500点増しとなるため、積み棒の重要度は格段に高くなる。これは例えば、4本場であれば1000点が7000点になるということである。1000点が2200点になるのとでは比較にならない。

### 高点法
得点計算において、複数の解釈が成立する場合、最も点数が高くなるように計算しなければならない。この原則を高点法という。
例えば  の手を  で和了した場合、萬子部分は「2の対子」「345の順子」「45の両面搭子」にも取れるし、「5の対子」「234の順子」「24の嵌搭子」にも取れる。2を雀頭にする場合和了役はタンヤオ+平和+一盃口となり、30符3飜の得点になる。しかしこの手の場合、萬子以外の2面子が234を構成しているため、萬子部分も345ではなく234と取り、三色同順に取ったほうが得点が高くなる。その場合和了役はタンヤオ+三色+一盃口の40符4飜となる (ただし、萬子部分を234と取る場合、待ちの部分は24の嵌張に取らなければならないため、平和は消えてしまう)。このように、同じ形で2通りにとれる場合は常に得点の高くなるほうで点数計算をするのが高点法である。
このほかにも代表的な例として、七対子とも二盃口とも解釈できる場合がある。この場合、点数が高くなるように二盃口と解釈する。
例: 
高点法は符計算にも適用される。例えば3455の待ちで5で和了した場合、2と5の両面待ちではなく単騎待ちと解釈したほうが符が2符高くなる。ただし、平和が成立する場合には、両面待ちと解釈することになる。下図の例は、両面にも取れるし嵌張にも取れるケースであるが、符数計算上は嵌張に取ったほうが点数が高くなる。
例:  立直自摸和 
 の両面待ちで、二萬を自摸和了したケースである。和了役はリーチ+ツモ+中で計3飜。符計算は、123・34の両面待ちに取った場合「副底＝20符」+「中の暗刻＝8符」+「自摸符＝2符」+「両面待ち＝0符」＝ 30符。ところが234・13の嵌張待ちに取った場合「副底＝20符」+「中の暗刻＝8符」+「自摸符＝2符」+「嵌張待ち＝2符」＝ 32符、切り上げて40符となる。両面と取るなら30符3飜で1000-2000、嵌張と取るなら40符3飜で1300-2600。したがって得点がより高くなる嵌張待ちのほうに取ることとなる。

### 一事不再理
得点計算に誤りがあった場合、得点の支払いをすませて次局に進んでいれば、現状を有効として訂正しないのが一般的である。（全プレイヤーの合意がある場合や、公式戦で記録のある場合は訂正されることがある）

### 責任払い（包）
いくつかの特定の役（大三元、大四喜、四槓子などの役満や、大明槓からの嶺上開花など）で和了られ、その役を確定させた副露があった場合、その副露をされたプレイヤーが点の全て（ツモの場合）または半分（ロンの場合、残り半分は放銃者）を支払うルール。和了った者が受け取る点数の合計は変化しない。
責任払い自体を採用しない場合もあり、採用する場合でもルールによってどの役に対して適用するかはまちまちである。

## 得点計算の例
以下、平場（積み棒なし）の場合のみを扱う。

### 基本的な計算例
東場の東家、リーチしてツモ和了、ドラ表示牌   裏ドラ表示牌
   ツモ
聴牌形は順子が3つと数牌の対子、そして嵌搭子1つ。このため、符は副底の20符に嵌張待ちの2符とツモあがりによる2符が加えられ合計24符。これを10符単位に切り上げて30符となる。
和了役は、リーチ1飜+ツモ1飜+タンヤオ1飜+一盃口1飜を合計して4飜となる。
この結果、基本点は30×24+2＝1920となり、あがったのが親であるため子はそれぞれ1920×2＝3840を100点単位に切り上げた3900点を支払い、親は3900×3＝11700点を受け取る事になる。ただし、このような4飜30符は、端数を切り上げて満貫として扱う場合も多い（切り上げ満貫）。

### 平和の計算例
東場の南家、リーチして一発目のツモ番でツモ和了、ドラ表示牌   裏ドラ表示牌
   一発ツモ
まず、ツモあがりであるため門前加符10符は発生せず、得点計算の基本は20符となる。次に、3つの面子がすべて順子であるため、牌の組み合わせによる符は加算されない。また、雀頭となる対子が役牌ではないため、雀頭にも符がつかない。そして、両面待ちであるため、待ちによる符もつかない。かつ、平和成立の要件を満たしているため、ツモあがりのツモ符2符も加算されない。これにより、20符で計算される。
和了役は、リーチ1飜+一発1飜+ツモ1飜+平和1飜、合計4飜となる。
これにより基本点が20×24+2＝1280となるため、以下の点棒のやりとりが行われる。
- 親（東家）は1280×2＝2560、これを100点単位で切り上げた2600点を払う。
- 子2名（西家、北家）はそれぞれ1280を100点単位に切り上げた1300点を払う。
- あがった南家の得点は2600+1300×2＝5200点となる。

### ドラが絡む例
東場の東家、リーチして南家からロン和了、ドラ表示牌   裏ドラ表示牌
   ロン
この事例は聴牌の形としては3つの順子+客風牌の対子+両面搭子であり、先の事例同様平和が成立している形である。この状態でのロンあがりは副底20符+門前加符10符の30符となる。
和了役は、リーチ1飜+平和1飜+表ドラ1+裏ドラ1で計4飜となる。
基本点は30×24+2＝1920となり、親のロンあがりなのでこれを6倍し1920×6＝11520を100点単位に切り上げた11600点が南家から東家に移動する事になる。

### 副露している例
東場の南家、以下のように副露して東家からロン和了、ドラ表示牌   裏ドラ表示牌
   ロン           
和了形は4順子（明順子と暗順子の別は得点計算に影響しない）と客風牌の単騎待ち。この場合、符は副底の20符に単騎待ちの2符が加算されて22符となり、これを切り上げて30符となる。
成立している役は一気通貫のみである。これは本来2飜の役であるが、副露している場合は1飜として扱う（食い下がり）。また、ドラであるが1枚あるため、その1飜が加えられ計2飜となる。
ここから、基本点は30×22+2＝480点となり、子のロンあがりなので振り込んだ東家が480×4＝1920点を100点単位に切り上げた2000点を南家に支払う事になる。

### 七対子の例
南場の東家、リーチしていない状態でツモ和了、ドラ表示牌   裏ドラ表示牌
   ツモ
この形は七対子なので、符は25符で固定されている（標準的なルール）。単騎待ちの符や役牌の対子の符は考慮されない。
和了役は、七対子2飜+ツモ1飜で合計3飜である。手の内に一盃口の形ができているが、七対子の場合は牌の構成は順子ではなく対子として扱われるので、役の数え上げにおいて一盃口はカウントされない。
基本点は25×23+2＝800点となり、親のツモあがりなので、子3人がそれぞれ800×2＝1600点を東家に支払うことになり、親の得点は1600×3＝4800点となる。

### 満貫以上の例
南場の東家、リーチして北家からロン和了、ドラ表示牌   裏ドラ表示牌
   ロン
和了役を先に数えると、立直1飜+役牌（中の刻子）1飜+対々和2飜+三暗刻2飜+表ドラ3枚で、合計9飜となる。したがってこの和了は倍満となり、振り込んだ北家は和了した東家に24000点を支払うことになる。
満貫以上の点数は飜数のみによって定まるため、符の計算は得点計算に関係しない。
仮に符を計算すると、三萬の暗刻4符+七筒の暗刻4符+八筒の対子0符+一索の暗刻8符+中の明刻4符+副底20符+門前加符10符で50符となる。

### 役満の例
東場の南家、西家からロン和了、ドラ表示牌   裏ドラ表示牌
   ロン     
この例では大三元が成立している。大三元は役満なので、振り込んだ西家は和了した南家に32000点を支払うことになる。
この例に限らず役満が成立している場合は、符計算はもとより他の役も得点計算には一切関係せず、当然ドラも無効となる。
仮に符を計算すれば、辺張待ち2符+九筒の対子0符+發の暗刻8符+中の暗刻8符+白の明刻4符+副底20符で、42符を切り上げた50符。役は大三元の他に混一色の食い下がり2飜、チャンタの食い下がり1飜、表ドラ3枚がある。

### 数え役満の例
以下は13飜以上となる形の例で、数え役満を採用する場合は、そのような形が数え役満となり役満として扱われる：
   ロン
混一色3飜+混老頭2飜+対々和2飜+三暗刻2飜+白1飜+発1飜+小三元2飜で、計13飜。なおこの形が数え役満になるのは九索でロンの場合のみである（中の場合大三元、ツモの場合四暗刻となる（中ツモなら両方成立し、ルールによってはダブル役満となる）。役満（以上の）役があれば、（役満未満の）通常役は全て無視される。）。
   ツモ
平和1飜+門前清自摸和1飜+純全帯么九3飜+二盃口3飜+清一色6飜で、計14飜。九索ロンでも計13飜で数え役満となる。

### 役満の複合例
和了              
字一色+四槓子+四暗刻+大四喜が複合した形となる。競技麻雀では役満はいくつあっても役満止まりだが、この場合役満が4個あるので4倍役満とすることもある。得点は子の場合128000点(32000-64000)、親の場合は192000点(64000オール)となる。積み棒を別にすれば、この親の192000点が一般的なルールでの理論上の最高得点となる。配給原点が30000点で、場に流通している点棒全て(120000点)を持っていたとしても、この手に放銃しようものなら、和了者が親だろうと子だろうとひとたまりもなく飛んでしまい、また子のツモの場合は最低1人、親のツモの場合は最低2人飛ぶプレイヤーが出るし、全員配給原点から一切移動がない場合のツモ和了は和了者が親だろうと子だろうと和了者以外の3人全員が飛んでしまうという計算である。もっともこの手は極端すぎる例で、現実にはほぼ不可能と考えられる。ちなみにローカルルールで、四暗刻単騎をダブル役満とし、なおかつ大四喜もダブル役満とするルールなら、この手は6倍役満（子:192000点(48000-96000)、親:288000点(96000オール)）ということになる。

## ローカルルール
点数計算も麻雀ルールの多様性の例外ではない。特にグループによって異なりやすい数え役満・切り上げ満貫・積み棒の大きさ・連風対子の符数などは上述した通りである。以下ではその他の採用頻度が相対的に低いと考えられるルールを列挙する。

### 満貫以上の得点の扱い
点数の上限
古くは満貫といえば役満貫を指し、これが点数の上限であった。場ゾロ・新役・リーチ・ドラなどの採用によって点数がインフレしたことにより、役満貫の点数が引き上げられ、もとの満貫との間に跳満・倍満・三倍満といったランクが設置された。古いルールブック等では点数体系に三倍満を欠き、役満相当の点数が満貫の三倍となっていることがある。
役満の扱い
役満の点数を満貫の3倍もしくは5倍などにしていることがある。また、大四喜や九蓮宝燈など難易度の高い役満を、役満の1.5倍の額で取り扱うことがある。1.5倍額の役満は大役満もしくは古い用語では大満貫と呼ばれる。
ダブル役満等の扱い
四暗刻単騎や国士無双十三面待ち、純正九蓮宝燈、大四喜など難度の高い役満を、2倍の得点となるダブル役満として扱うことがある。

### 割れ目
点数授受をさらに引き上げるルールに割れ目 (われめ、ワレメ) がある。
割れ目は、局の開始時に牌を取り始めた山 (開門) の位置のプレーヤーはその局の点数授受が倍になるというルールである。倍になるという点で親と似ているが、割れ目ルールでは積み符計算まで済んだあとで機械的に点数を倍にする。割れ目が親なら容易に高得点が実現される、リスキーなルールである。
例えばサイコロの出目が10だった場合、南家のその局の収入・支出が2倍となる。その状態で南家が満貫の手を和了すると収入は16,000点となり、親が満貫の手を自摸あがりした場合は通常なら子3人で4,000点ずつの支払いとなるところ南家は8,000点の支払いとなる。
フジテレビで不定期に放送される麻雀番組「THEわれめDEポン」でこのルールが採用された事から、知名度が高まった。

### 導火線
導火線ルールは、得点授受2倍の対象を割れ目とするのではなく、和了が発生した時のツモ山の位置とするルールである。割れ目ルールでは得点授受2倍の対象は固定されているが、導火線ルールでは局の進行によって得点授受2倍の対象が上家方向に移ってゆく。

### 青天井
現実の麻雀で採用されることはまれだが、特殊ルールとして、青天井と呼ばれる以下のような点数計算法が採用される場合がある。
前掲の早見表にあるように、通常の点数計算では飜数に応じてそれぞれ満貫・跳満・倍満・三倍満・数え役満の点数が固定的に定められる。しかし青天井ルールでは、そのような通常の満貫以上の打ち切りをせず、符×2(飜数+2)の計算式に符および飜数を厳密にあてはめて計算する。すなわち、1飜上がるごとに得点は倍になっていく。

### 符を用いない点数処理
符計算は煩雑であり、初心者には難しいとされている。そのため、符を用いず、飜数だけによって点数を計算する簡便な点数表が採用されることがある。これを符なしルールという。いくつかの麻雀入門書やゲームで紹介されているほか、天野晴夫などの麻雀改革派が経営するフリー雀荘で採用されたのに始まり、近年ではフリー雀荘やサークルで符なしルールを採用することが増えてきている。これにより、面子全員が符計算できない場合でも麻雀を楽しむことができる。
和了形の符は30符になることがもっとも多く、また4飜の和了が満貫の点数に近いため、符なしルールの点数表も30符をベースにした上で切り上げ満貫の発想を推し進めたものになっている。「親は子の約1.5倍」、「4飜以下は1飜増しで2倍」という点数計算の原則が（子の1飜ツモ和了を除き）厳密に適用されており、初心者にとってはこれらの理解につなげることができる。
| 和了 | 和了     | 1飜      | 2飜       | 3飜        | 4-5飜 (満貫) | 6-7飜 (跳満) | 8-10飜 (倍満) | 11飜-12飜 (三倍満) | 13飜以上 (数え役満), 役満 |
| ---- | -------- | -------- | --------- | ---------- | ------------ | ------------ | ------------- | ------------------ | ------------------------- |
| 親   | ロン和了 | 1500     | 3000      | 6000       | 12000        | 18000        | 24000         | 36000              | 48000                     |
| 親   | ツモ和了 | 500      | 1000      | 2000       | 4000         | 6000         | 8000          | 12000              | 16000                     |
| 子   | ロン和了 | 1000     | 2000      | 4000       | 8000         | 12000        | 16000         | 24000              | 32000                     |
| 子   | ツモ和了 | 300, 500 | 500, 1000 | 1000, 2000 | 2000, 4000   | 3000, 6000   | 4000, 8000    | 6000, 12000        | 8000, 16000               |

※ツモ和了は支払う点数を記載。子がツモ和了したときに支払う点数は「子の支払い, 親の支払い」の順で記載。

#### 付加的なルール
30符ベース方式
バリエーションとして、30符と同じ点数を用いて3000点が2900点、4000点が3900点、6000点が5800点になっているものもある。また、ツモ平和の点数が標準よりも高くなるため、点数を抑える目的でピンヅモなしを採用する場合がある。
槓子補正
逆に満貫未満で槓子があった場合の点数を増やす目的で、么九牌の暗槓があれば1飜増し、それ以外の全ての槓子が2つあれば1飜増しとして、槓子によって飜数を増やす擬似的なテンパネが定義されることがある。

## 異なるルール体系
複雑な符と飜の計算が積み重なった日本麻雀（立直麻雀）のルールは例外的で、多くの国際麻雀では得点計算は単純である。また放銃者のみが支払う責任払いは日本麻雀独特のもので、多くはロンであっても和了者に全員が支払う。ただし、放銃者が多く支払うことが多い。以下の記事の「得点計算」等の節を参照。
- 中国麻雀 - 日麻の符になるようなものから役とされており、多種多様な役による点数積み上げ方式で8点あれば和了ることができる。
- 台湾麻雀 - 役の体系は中麻とは異なるが単純な点数積み上げ方式。
- アメリカ麻雀 - 25点縛り。放銃者が倍支払う。
- アルシーアル麻雀 - 立直麻雀の元になったもので22符あれば役がなくとも和了ることができる。場ゾロ（バンバン）の2飜追加はなく満貫が役満に相当する最高点。
- 三人麻雀 - 立直麻雀同様だが、北家がいないため子が一人少なくツモ上がりでは一人分損が生じる。このツモ損を補填するために千点加符や丸取り・折半払いなどが存在するが採用はマチマチ。
- 101競技連盟 - 立直麻雀を元に三倍満、数え役満、複合役満の廃止や微調整を加えたもの。
- 純麻雀 - 麻雀研究家の浅見了によって考案された。技量的要素が重視されており、不要と判断され廃止されたルールに親子の得点差、符計算、倍々勘定、場ゾロ、積み場がある。

## 得点計算の自動化
政治家になる以前の菅直人が、麻雀の点数計算の複雑さに目を付けて麻雀の点数を自動的に計算する機械を発明して特許を取ったが、実用化はされなかった。（ハン数と符を入力すると得点が表示されるというもので、紙の一覧表を見たほうが早かった）
現在は点数計算を自動でおこなう全自動卓も存在し、点棒を使わず打つこともできる。
麻雀ゲームでは自動計算されるが、SIMPLE1500シリーズの『THE 麻雀2』には符計算の方法を学習するコンテンツが搭載されている。